# Tramways Électriques du Pays de Charleroi et Extensions
De Tramways Électriques du Pays de Charleroi et Extensions, afkorting TEPCE, was een vervoerbedrijf dat stads- en streekvervoer exploiteerde in de gemeente Charleroi.

## Geschiedenis
Vanaf 1877 waren er al plannen voor een nieuwe trammaatschappij ingediend bij het stadsbestuur. Dit voorstel werd echter niet aangenomen en ook een tweede voorstel in 1879 had geen resultaat. Pas in 1881 werd er een paardentramlijn aangelegd, die echter een korte levensduur beschoren was. In datzelfde jaar verplaatste de SCVB haar zetel van Brussel naar Charleroi en kreeg als eerste een vergunning om een aantal lijnen uit te baten. Kort daarna maakte ook de Buurtspoorwegen (NMVB) haar intrede in Charleroi. Ze begon vanaf 1887 op drie lijnen te rijden. Vanaf 1900 werden de lijnen in Charleroi geëlektrificeerd. In 1903 droeg SCVB haar concessie over aan RELSE. De twee lijnen werden toen geëlektrificeerd en tot meterspoor omgebouwd. Om deze lijnen te exploiteren werd er een dochterbedrijf opgericht.
De TEPCE was in 1904 opgericht als dochterbedrijf van RELSE en exploiteerde van 1 januari 1904 t/m 1961 zijn diensten in de regio Charleroi. Deze maatschappij nam de concessies over van SCVB en de trams in haar wagenpark kregen door hun kleur al snel de bijnaam les trams verts. NMVB vertrouwde het nieuwe bedrijf zo goed dat TEPCE ook de exploitatie van enkele lijnen van NMVB toegewezen kreeg. Echter vanaf 1923 verzorgde de NMVB zelf de exploitatie van de aan de TEPCE verpachte lijnen. 
Net voor de Tweede Wereldoorlog bereikte het tramnetwerk van TEPCE zijn hoogtepunt met een netwerk van 67 km. Vanaf 1932 kwamen echter de bussen in opkomst. De Tweede Wereldoorlog bracht ook al niet veel goeds met zich mee en vele gebouwen, bruggen, sporen en voertuigen waren zwaar beschadigd. Na de Tweede Wereldoorlog werd het net geleidelijk aan hersteld. In 1951 werden nog enkel tramstellen gemoderniseerd, maar de auto won steeds meer terrein en geleidelijk aan begon de tram meer terrein te verliezen en begon TEPCE over te stappen op busdiensten. De bus werd ook als modern gezien, kon zich vlot in het verkeer bewegen en was minder duur in exploitatie dan een tram. Dit leidde tot de keuze van TEPCE om definitief over te stappen naar de bus en nieuwe buslijnen te ontwikkelen. De nieuwe bussen kregen ook direct een nieuwe huisstijl, die bestond uit groen onderaan en grijs bovenaan.
In 1961 kwam er een einde aan van TEPCE toen de concessies van het bedrijf ten einde liepen. In 1962 werd het bedrijf opgevolgd door STIC. Sindsdien verdween langzaamaan het bedrijf uit het straatbeeld, en in 1974 de laatste stadstrams. De NMVB bleef voorlopig nog wel trams exploiteren in Charleroi en omstreken.

## Exploitatie

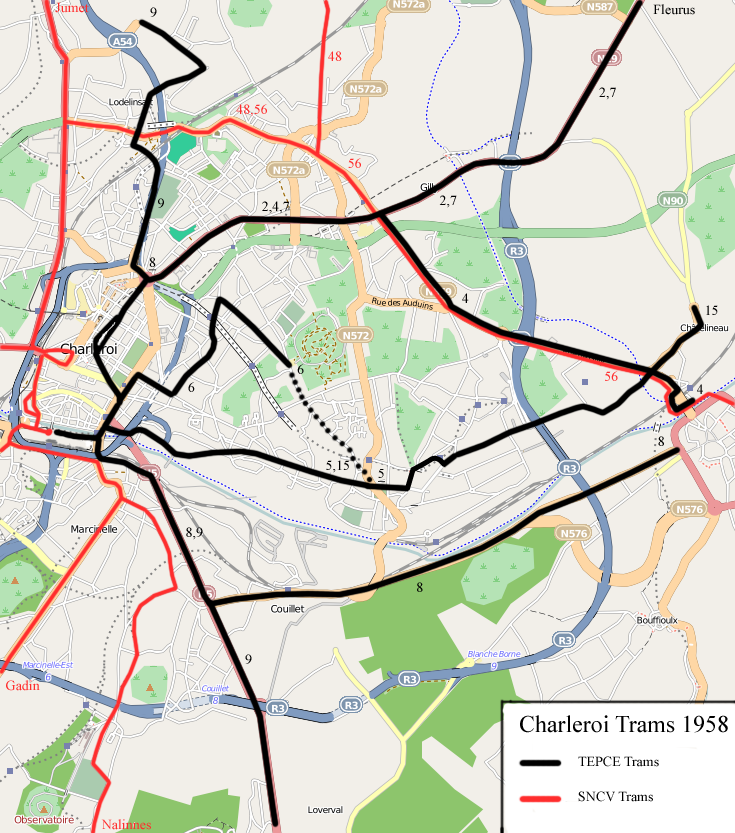
Tramnet TEPCE eind jaren vijftig (zwarte lijnen)

TEPCE exploiteerde verschillende bus- en tramlijnen in de gemeente Charleroi. Dit gebeurde veelal met het oude materieel van voorgaande vervoerders en met veel nieuw materieel. Dit nieuwe materieel kwam vooral in dienst na het opzetten van nieuwe bus- en tramlijnen in de regio Charleroi. Naast eigen exploitatie verpachtte TEPCE ook enkele tramlijnen aan een aantal pachters en kregen zelf ook een aantal tramlijnen in hun beginjaren toegewezen als pachter.

### Lijnennet 1961
- 2: Charleroi Sud – Charleroi Nord – Quatre Bras – Taillis-Pres
- 4: Charleroi Sud – Charleroi Nord – Quatre Bras – Châtelet
- 5: Charleroi Sud – Place Albert
- 6: Charleroi Sud – Neuville – (Place Albert)
- 7: Charleroi Sud – Charleroi Nord – Quatre Bras – Taillis-Pres – Fleurus
- 8: Charleroi Nord – Marcinelle – Châtelet
- 9: Place A.Loriaux – Lodelinsart – Charleroi Nord – Marcinelle – Loveral
- 15: Charleroi Sud –  Place Albert – Châtelet – Châtelineau (Place Wilson)